# Altopiano del Kaibab

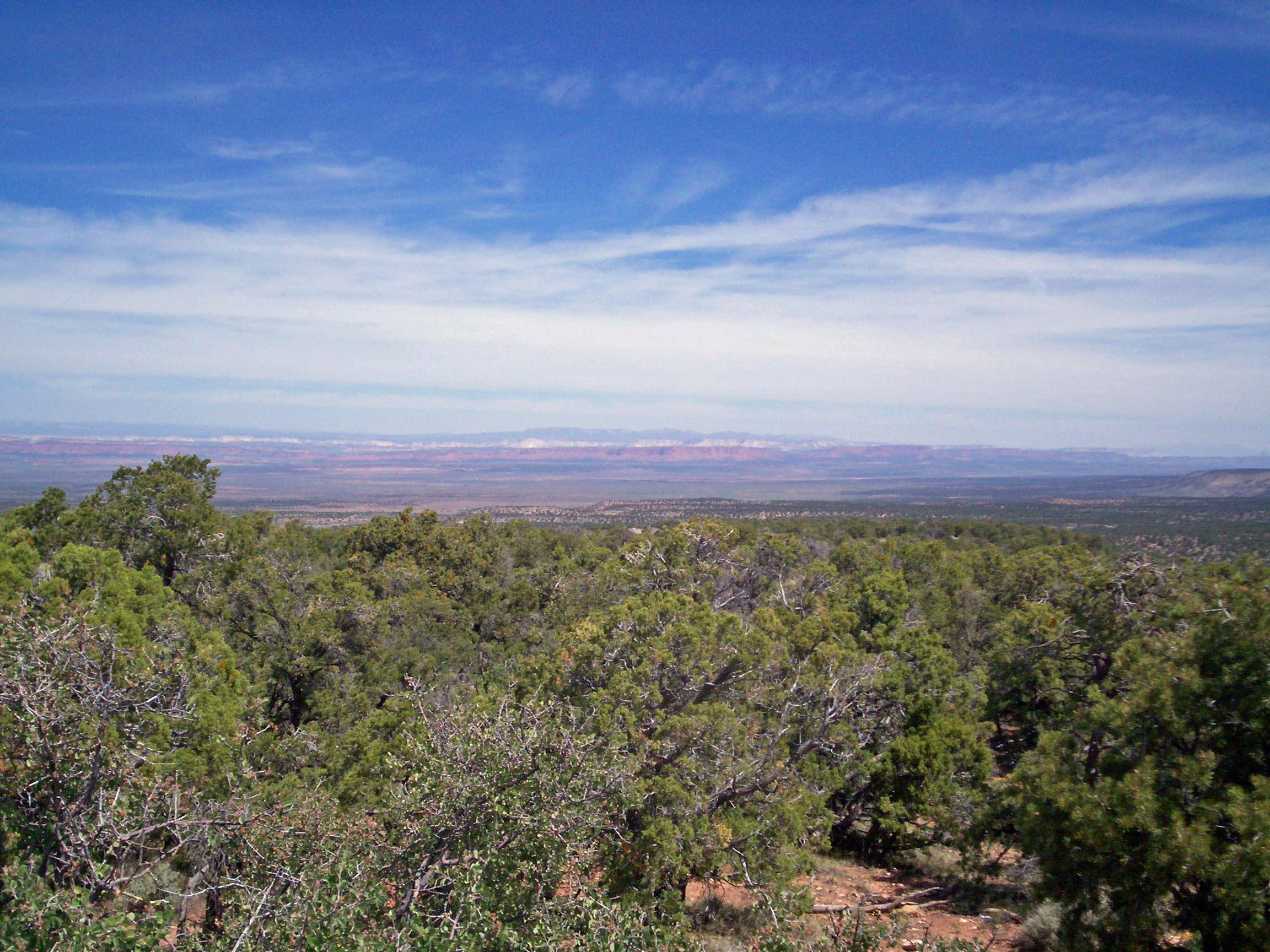
Le Vermillion Cliffs viste dall'altopiano del Kaibab.

L'altopiano del Kaibab è una regione degli Stati Uniti situata nel nord dell'Arizona. Parte del ben più grande altopiano del Colorado, confina a sud con il Grand Canyon e raggiunge nel punto più elevato i 2817 m di altezza. Viene suddiviso nella Foresta Nazionale del Kaibab e nella porzione settentrionale del Parco nazionale del Grand Canyon. Le estese foreste di pioppi, pecci, abeti, pini gialli e pini del Colorado che lo ricoprono formano un netto contrasto con le aride pianure dalle quali è circondato. A est e a ovest l'altopiano è delimitato da canyon tributari del fiume Colorado, mentre a nord una serie di falesie a gradoni lo separano nettamente dalle distese pianeggianti. Le foreste boreali dell'altopiano offrono rifugio allo scoiattolo del Kaibab, endemico della regione, nonché a molti altri animali, come cervi e lupi. D'inverno l'area è ricoperta da uno spesso manto nevoso (che talvolta può superare i 5 m), e questo fa dell'altopiano una meta prediletta per gli appassionati di sci nordico e per i campeggiatori.